# Relaciones Estados Unidos-Grecia
Las relaciones Estados Unidos-Grecia son las relaciones diplomáticas entre Estados Unidos y Grecia. Debido a los fuertes vínculos históricos, políticos, culturales y religiosos entre las dos naciones, Grecia y los Estados Unidos gozan hoy de excelentes relaciones diplomáticas y se consideran un aliado. Las relaciones diplomáticas modernas entre los dos países se establecieron en la década de 1830 y después de Guerra de Independencia de Grecia, y hoy son consideradas como cordiales.
Grecia y los Estados Unidos tienen vínculos históricos, políticos y culturales de larga data basados en una herencia occidental común, valores democráticos compartidos, y participación como Aliados durante Primera Guerra Mundial, Segunda Guerra Mundial, guerra de Corea, guerra Fría y guerra contra el Terror. Los gobiernos de los dos países cooperan estrechamente en las áreas de finanzas, energía, comercio, tecnología, académicos, ciencias, judicatura, inteligencia y militar. así como a través de muchas organizaciones multilaterales como la Organización para la Seguridad y la Cooperación en Europa (OSCE), la Organización para la Cooperación y el Desarrollo Económicos (OCDE), el Organización del Tratado del Atlántico Norte (OTAN), y Naciones Unidas; Los últimos de los cuales son miembros fundadores.
Los Estados Unidos son el mayor inversionista extranjero en Grecia; La inversión extranjera directa de los Estados Unidos en Grecia fue de aproximadamente $ 4,5 mil millones en 2006.

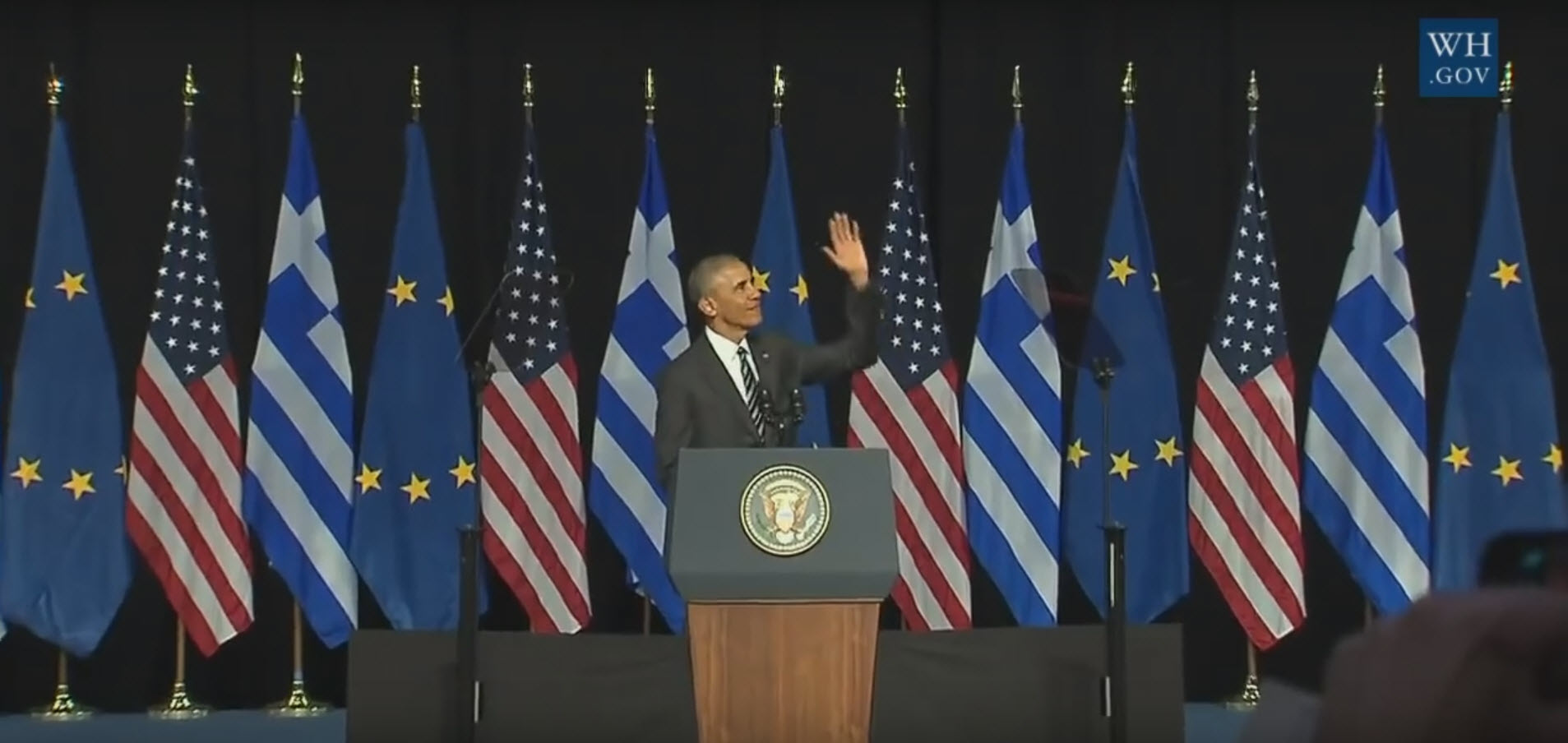
Presidente Barack Obama en Atenas, 2016.

Grecia tiene una embajada en Washington D. C. y consulados generales en varias ciudades de los Estados Unidos. Estados Unidos tiene una embajada en Atenas y un consulado general en Tesalónica.

## Historia

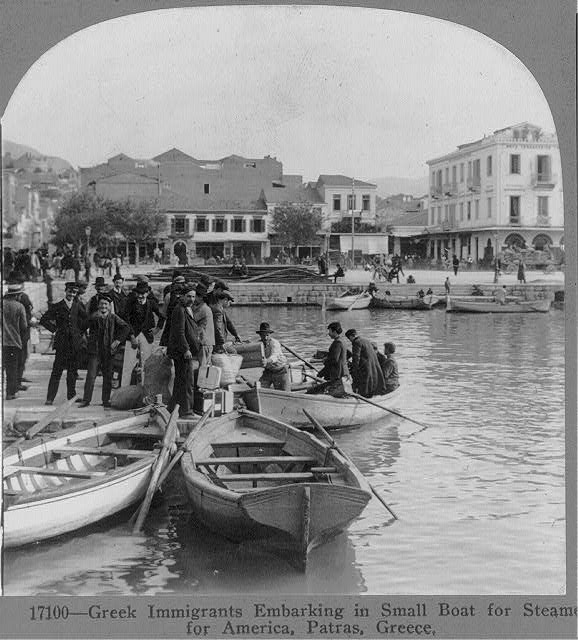
Inmigrantes griegos que se embarcan en un pequeño bote para vapor para América desde el puerto de Patras, 1910.

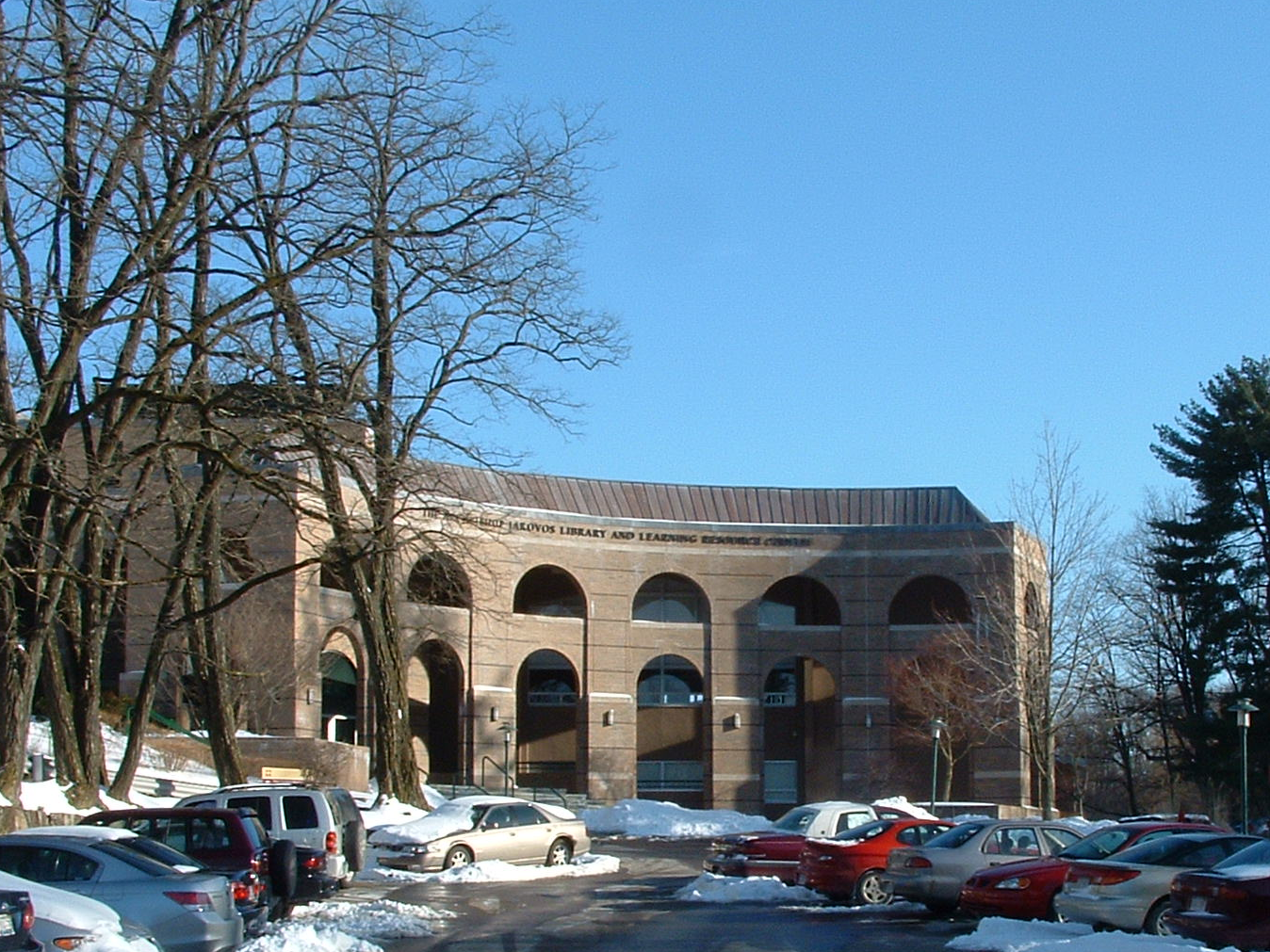
Biblioteca del Arzobispo Iakovos, Colegio Helénico y Escuela de Teología Ortodoxa Griega de Santa Cruz, Brookline, Massachusetts, EE. UU.

El primer borrador de la Doctrina Monroe en 1823, incluyó el elogio de los rebeldes griegos en su revuelta contra el Imperio Otomano. La opinión norteamericana apoyó fuertemente a Grecia. Sin embargo, el secretario de Estado John Quincy Adams objetó fuertemente y ese pasaje fue abandonado. El texto final indicó que el gobierno de los Estados Unidos no tenía intención de interferir en los asuntos europeos. Sin embargo, como lo demuestra Angelo Repousis, los ciudadanos privados, incluidos los filántropos, misioneros y activistas políticos inspirados en una visión de la antigua Grecia, estaban ansiosos por involucrarse en los asuntos griegos.
El 9 de noviembre de 1837, Estados Unidos reconoció la independencia de Grecia cuando el ministro estadounidense en Londres firmó un tratado de comercio y navegación con el ministro griego en Londres. Esta ley marcó la primera negociación de los Estados Unidos con Grecia y representó el reconocimiento de los Estados Unidos de Grecia como país independiente a principios del siglo XIX. En este mismo año, el primer cónsul estadounidense Gregory A. Perdicaris asumió su cargo en Atenas. Este tratado de mediados del siglo XIX estableció el griego-EE. UU. relaciones en parte para ayudar a liberar y establecer a Grecia como un país separado del Imperio Otomano.

### Guerras mundiales I y II

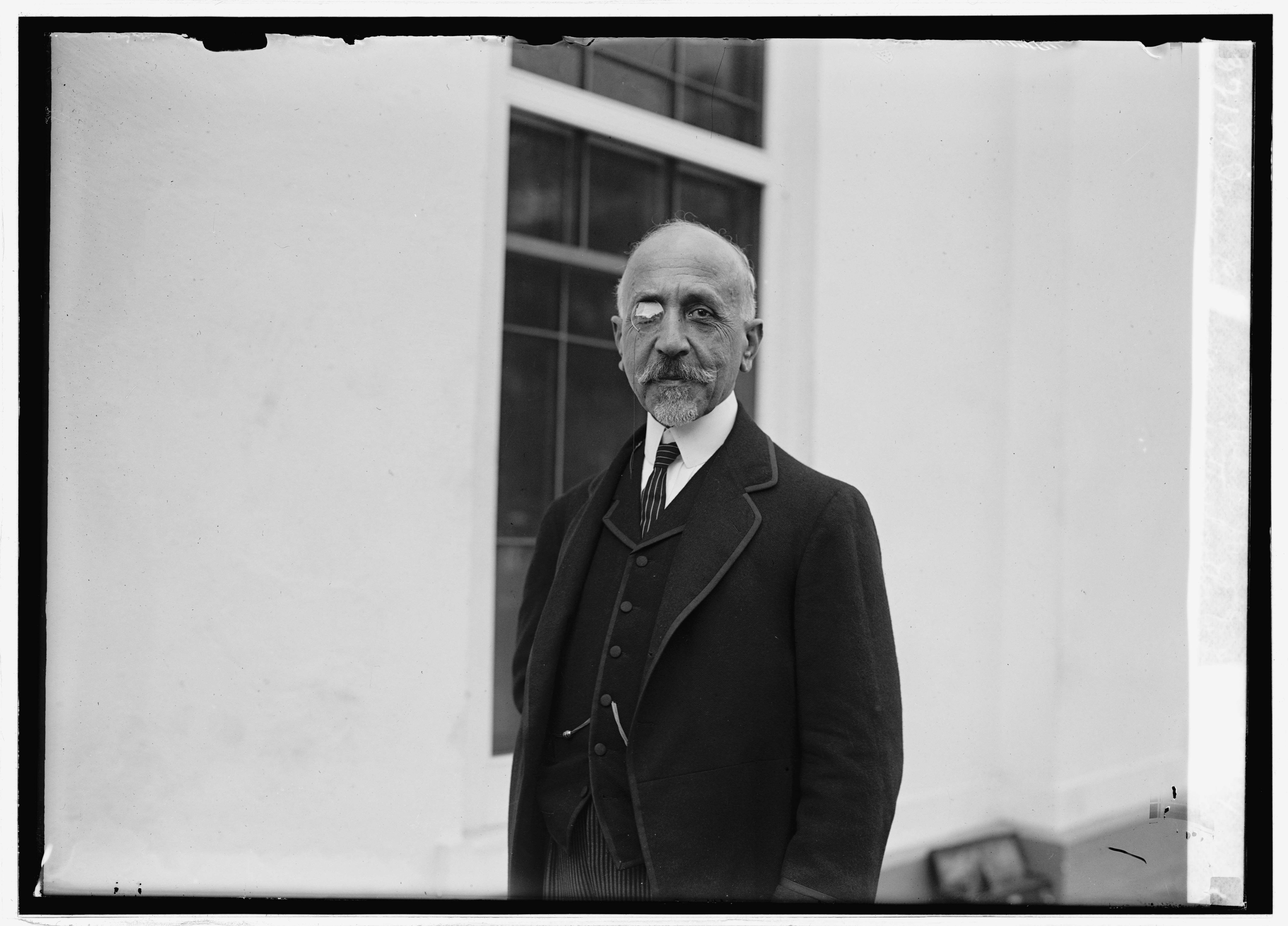
El diputado Jean Kountouriotis, hermano del Presidente de la Segunda República Helénica, Pavlos Kountouriotis en la Casa Blanca, 1924.

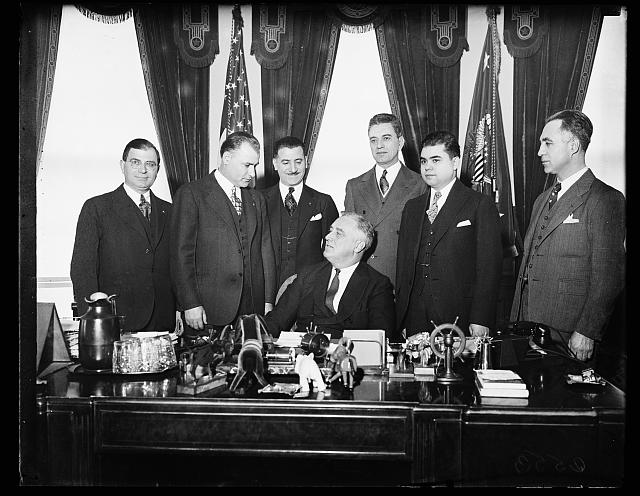
Presidente Roosevelt en reunión con miembros del orden de AHEPA (American Hellenic Educational Progressive Association), 1936.

Los EE. UU. participaron activamente en el suministro de ayuda humanitaria a Grecia después de la devastación que sufrió en la Primera Guerra Mundial.
Durante la Segunda Guerra Mundial, los Estados Unidos se opusieron al plan británico de restaurar al Rey Jorge II de Grecia al trono porque estaba estrechamente asociado con el fascismo. En cambio, los Estados Unidos ayudaron a establecer una regencia, mientras que no se opusieron a los esfuerzos británicos para derrotar a los insurgentes comunistas.
Los británicos tomaron un papel principal en ayudar al gobierno griego a luchar contra la insurgencia. Cuando su crisis financiera lo obligó a recortar, los británicos entregaron ese papel a los EE. UU. En 1947, hasta el final de la guerra civil griega en 1949.

### Doctrina Truman
Aunque Estados Unidos había ignorado en gran medida a Grecia, porque estaba en la esfera británica, prestó $ 25 millones en términos fáciles en 1946. Sin embargo, se quejó de que su sistema financiero era caótico. La extrema izquierda boicoteó las elecciones en marzo de 1946 que se llevaron a cabo bajo supervisión internacional. EE. UU. los juzgó justos y apoyaron al nuevo gobierno conservador, como lo hizo el plebiscito que trajo de regreso al Rey Jorge II. Detrás de escena, los diplomáticos estadounidenses trataron de convencer al gobierno para que pusiera fin a la corrupción. La lucha estalló en 1946, con el elemento comunista recibiendo armas y bases de apoyo a través de la frontera en Yugoslavia. Londres informó en secreto a Washington en febrero de 1947 que su financiamiento se agotaría en cuestión de semanas. Se avecinó una crisis y Estados Unidos decidió actuar con decisión..
Los líderes de la administración, creían que el Mediterráneo oriental estaba maduro para una toma comunista armada, ya que Gran Bretaña tenía que retirar sus fuerzas y su dinero de Grecia. En la guerra civil griega, los partisanos comunistas, que habían sido organizados para luchar contra los alemanes, en 1946 fueron fuertemente apoyados por la Yugoslavia de Tito, pero no recibieron apoyo de la Unión Soviética. Si los comunistas ganaran, Turquía, con su ejército grande pero débil y anticuado, estaría en un riesgo muy alto.
Truman ganó apoyo bipartidista en marzo de 1947 para la Doctrina Truman, que otorgó $ 300 millones en ayuda militar y económica a Grecia y $ 100 millones a Turquía. Eran subvenciones, no préstamos. Truman declaró al Congreso el 12 de marzo:
Debe ser la política de los Estados Unidos apoyar a los pueblos libres que se resisten a los intentos de subyugación por parte de minorías armadas o por presiones externas.
En un sentido más amplio, la Doctrina Truman formalizó una política de [contención] soviética en la que Estados Unidos se opondría a una mayor propagación del comunismo. La política significó rechazar cualquier estrategia rollback para terminar con el gobierno comunista donde ya existía.
La división de Tito con Stalin y la ayuda estadounidense ayudó al gobierno griego a sobrevivir; En 1949, había ganado la guerra civil. La ayuda militar y económica estadounidense a Turquía también resultó efectiva. Turquía no tuvo una guerra civil y fue fuertemente financiada hasta bien entrada la década de 1950. Ambos países se unieron a OTAN en 1952.
Los Estados Unidos le proporcionaron a Grecia más de $ 11.1 mil millones en asistencia económica y de seguridad después de 1946. Los programas económicos se eliminaron gradualmente en 1962, pero la asistencia militar continuó. En el año fiscal 1995, Grecia fue el cuarto receptor de asistencia de seguridad de los Estados Unidos, al recibir préstamos por un total de $ 255.15 millones en financiamiento militar extranjero.
En 1953, se firmó el primer acuerdo de cooperación de defensa entre Grecia y los Estados Unidos, que prevé el establecimiento y el funcionamiento de las instalaciones militares estadounidenses en el territorio griego. El actual "acuerdo de cooperación de defensa mutua" proporciona un apoyo militar continuado de los EE. UU. a Grecia y la operación por parte de EE. UU. de una instalación militar importante en la bahía de Souda, Creta.

### Estatua de truman en Atenas
Una estatua de bronce de 12 pies de Harry Truman fue erigida en Atenas en 1963, con la ayuda de griegos-estadounidenses. Es una de las ocho estatuas de presidentes estadounidenses fuera de los Estados Unidos. La estatua ha sido un punto vocal del antiamericanismo en Grecia. Ha sido derribado varias veces, pintado y vandalizado. En marzo de 1986, fue destruido por un dinamita bombardeo por un grupo que lo consideraba como un símbolo del imperialismo estadounidense. La estatua fue restaurada dentro de un año por el gobierno, A pesar de ser rechazado originalmente por el ayuntamiento de Atenas. Más recientemente, en abril de 2018, un grupo de estudiantes se refirió a una declaración contra un comunista antiestadounidense, pero fueron prevenidos por la policía antidisturbios.

## Comercio e inversión extranjera directa

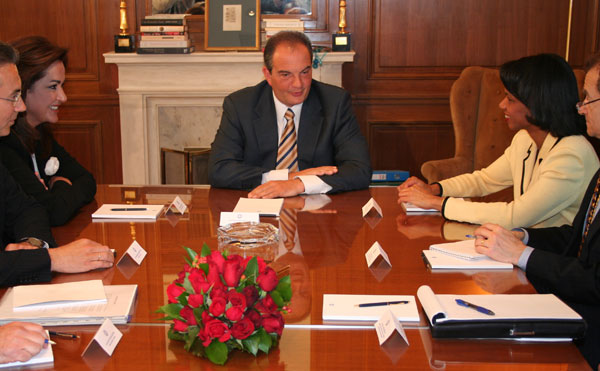
Reunión de la Secretaria de Estado Condoleezza Rice, ministro de Relaciones Exteriores de Grecia Dora Bakoyannis (izquierda) y primer ministro de Grecia Kóstas Karamanlís (centro) en el Palacio de Maximos en Atenas.

Principalmente las exportaciones de productos griegos a los Estados Unidos involucran productos derivados del petróleo, cemento, tabaco, productos de piel, aceite de oliva, mármol, prendas de vestir, productos de acero, tuberías y productos refractarios. Por otro lado, las importaciones estadounidenses a Grecia son en su mayoría productos y maquinaria industriales y agrícolas, equipos de telecomunicaciones, computadoras y equipos electrónicos, madera, artículos médicos y farmacéuticos, maquinaria y partes, pieles y pulpa de madera. 
Aunque los Estados Unidos impusieron restricciones a la importación de ciertos productos agrícolas frescos o procesados, existe una total libertad de venta de productos industriales griegos en todo el mercado de los Estados Unidos. El Acuerdo UE-Estados Unidos firmado en mayo de 1993 permite a las empresas griegas acceder a contratos públicos de los Estados Unidos. El comercio entre los dos países ascendió a casi mil millones de dólares en 2010. Debido a la crisis de la crisis crediticia de 2008 que ha afectado negativamente a la economía griega, miles de empresas estadounidenses han cambiado sus actividades productivas de otros países de los Balcanes y Italia a Grecia debido a los menores costos de producción.
El Comité de Cooperación Económica y Comercial Grecia-EE. UU. (ECCC, por sus siglas en inglés) también está trabajando actualmente para expandir bilateralmente el flujo comercial y la cooperación, y ampliar su mercado en el sudeste de Europa, el Mar Negro y el Medio Oriente.

## Relaciones militares

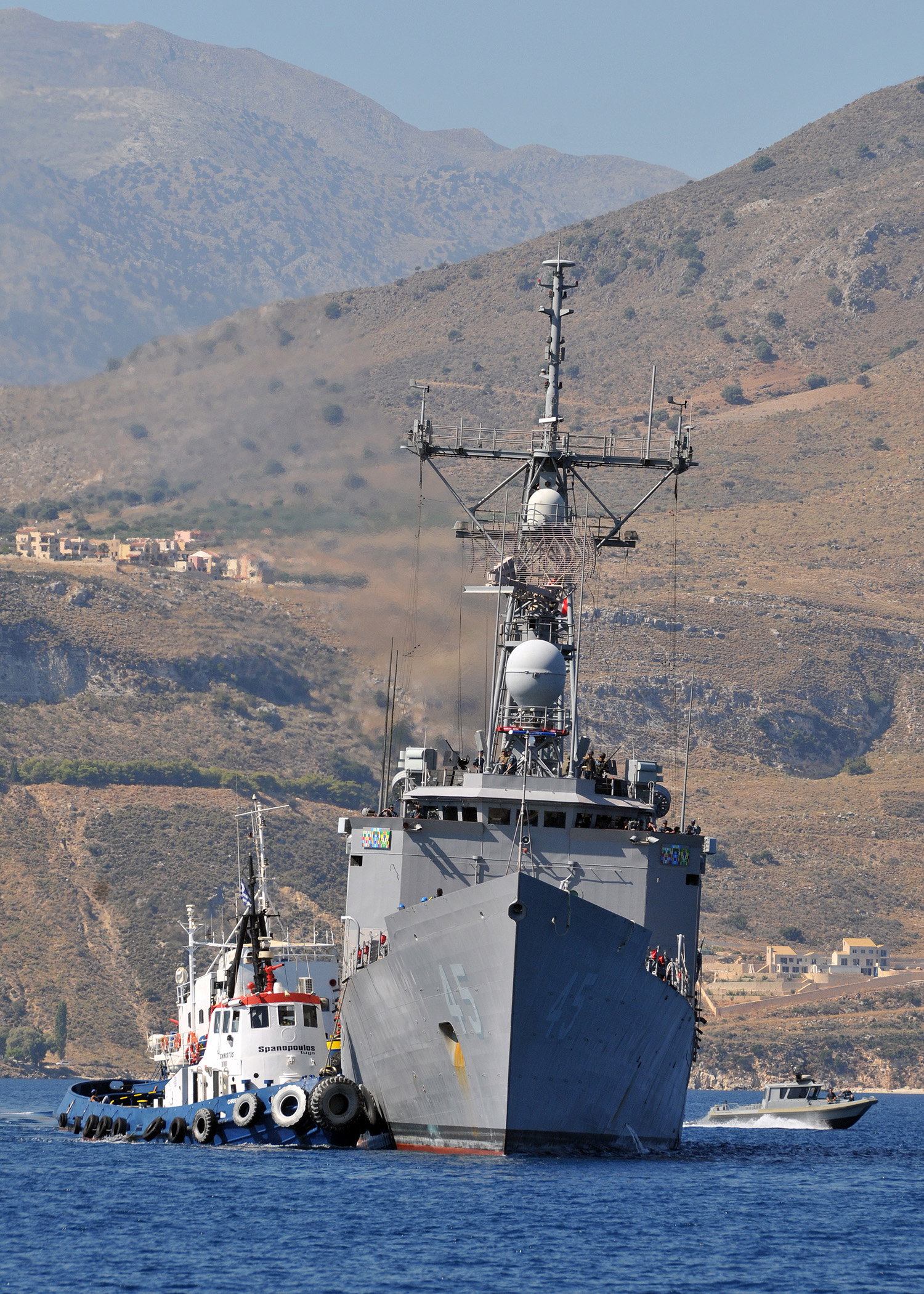
El USS De Wert (FFG 45), fragata de misiles guiados de la clase Oliver Hazard Perry llega para una visita a la isla más grande de Grecia, Creta, el 24 de agosto de 2011.

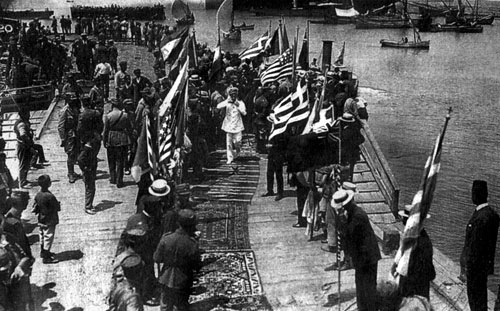
Tropas estadounidenses y griegas que desembarcaron en Bandirma durante las operaciones de julio de 1920.

Las relaciones militares se remontan a principios del siglo XIX cuando los griegos luchaban por su independencia contra el Imperio Otomano. Durante el movimiento de filhelenismo, las dos naciones encontraron puntos en común bajo sus valores de libertad y democracia., mientras que muchos philhellenes americanos también fueron a ayudar en Grecia.
La colaboración militar derivada de guerras como Primera Guerra Mundial y Segunda Guerra Mundial ha sentado las bases de los dos países como aliados firmes. Grecia y los Estados Unidos también han sido aliados a través de la Guerra Fría, así como los conflictos en Bosnia, Kosovo y Afganistán en el último siglo.
El Acuerdo de Cooperación Industrial de la Defensa de los Estados Unidos y Grecia, que se firmó el 8 de septiembre de 1983, regula las relaciones de defensa e inteligencia entre Grecia y los Estados Unidos. El acuerdo se extendió más recientemente en 2015. Durante la guerra del Golfo, la colaboración fortaleció las relaciones entre Grecia y los Estados Unidos, ya que Grecia envió asistencia militar y médica a las fuerzas de los Estados Unidos en la región del Golfo. En mayo de 1995, el Ministerio de Defensa de Grecia organizó los ejercicios militares "NEW SPIRIT 95" en el área de Karditsa como un medio para fomentar la cooperación militar entre Grecia, Albania, Rumania, Bulgaria y los Estados Unidos. Paralelamente, el intercambio de visitas entre funcionarios políticos y militares de alto nivel a los dos países, como el de Condoleezza Rice a Atenas, reforzó la cooperación entre Grecia y los Estados Unidos en las áreas de lucha contra el terrorismo y La guerra contra las drogas. Además, el puerto de Tesalónica está abierto a los ejercicios de la OTAN en el [Mediterráneo Oriental] y Grecia ha sido un contribuyente principal a las operaciones de la OTAN en Afganistán, incluidos los esfuerzos contra el terrorismo y la lucha contra la piratería marítima. Grecia y los Estados Unidos también son aliados en la Guerra contra el terrorismo y están cooperando estrechamente en la coalición para la lucha contra el Estado Islámico, mientras que Grecia brinda apoyo técnico y de armas a los Estados Unidos. Lideró la coalición en sus esfuerzos por expulsar ISIL de los territorios iraquíes y sirios.
Los ejércitos de los dos países, las Fuerzas Armadas de los Estados Unidos y las Fuerzas Armadas de Grecia también participan en ejercicios militares a gran escala que se llevan a cabo en la región mediterránea, mientras que la Base naval de Creta en Grecia, sirve como la base naval más grande y más prominente para los Estados Unidos en el Mediterráneo oriental. Además, la base de la bahía de Souda presenta el único puerto de aguas profundas en todas las regiones del sur de Europa y el Mediterráneo que es adecuado y capaz de mantener a los portaaviones más importantes, por lo que es de vital importancia para la seguridad en la región, con la única otra opción disponible para la Marina de los Estados Unidos en  Norfolk, Estados Unidos y Dubái en Golfo Pérsico.

## Representación diplomática

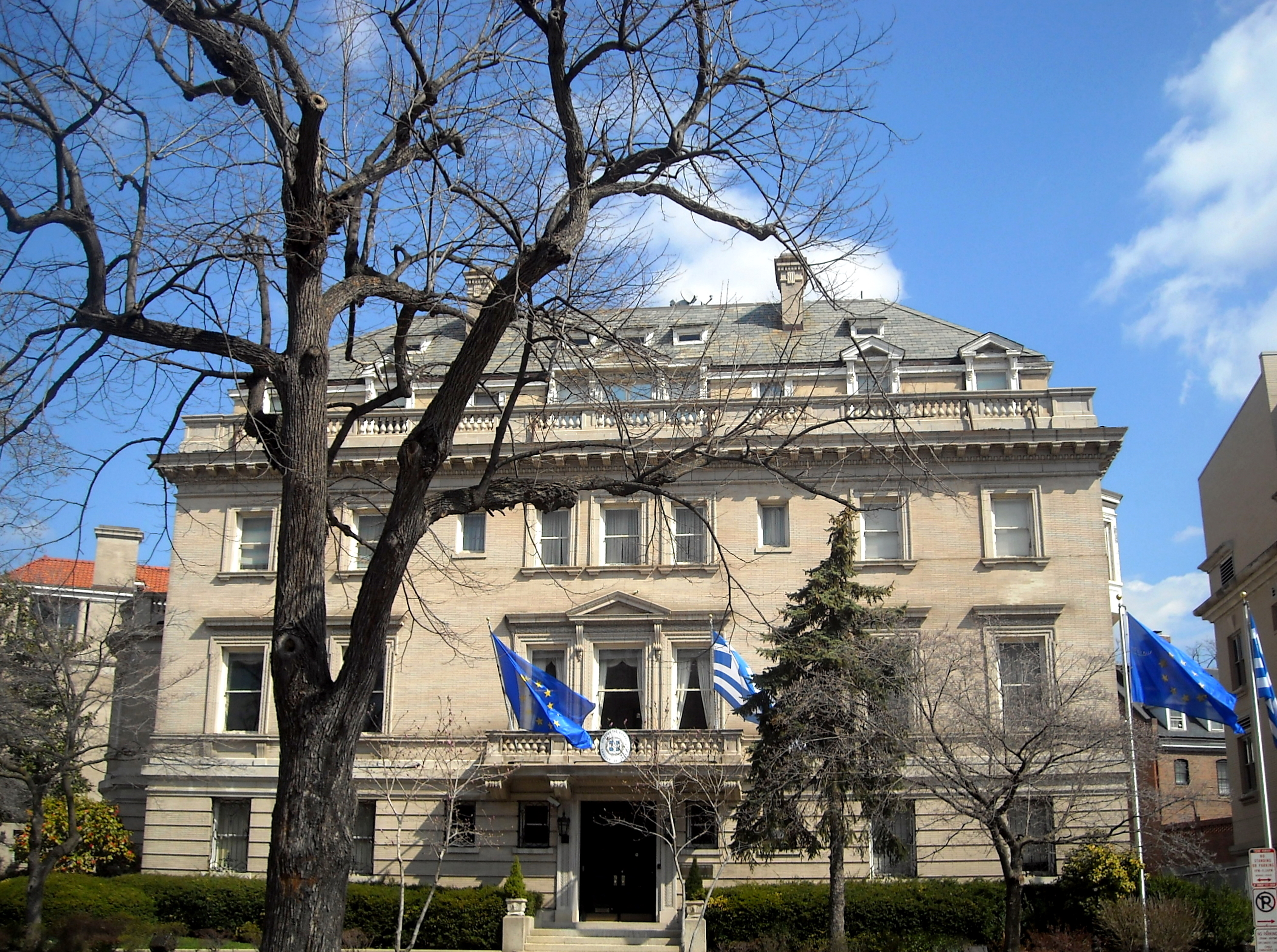
Embajada de Grecia en Washington D. C..

Grecia está representada oficialmente en los Estados Unidos a través de su embajada en Washington D. C. y consulados generales en las ciudades de Atlanta, Boston, Chicago, Los Ángeles , Nueva Orleans, Ciudad de Nueva York, Houston y San Francisco. Los Estados Unidos tienen una embajada en Atenas y un consulado general en Tesalónica.
Tanto Grecia como los Estados Unidos comparten membresía en varias organizaciones internacionales, siendo las más importantes Naciones Unidas, Organización del Tratado del Atlántico Norte, Consejo de Asociación Euroatlántico, Organización para la Seguridad y la Cooperación en Europa, Organización para la Cooperación y el Desarrollo Económicos, Fondo Monetario Internacional, Banco Mundial, y Organización Mundial del Comercio. Además, Grecia ha sido un observador permanente en la Organización de los Estados Americanos.

## Comunidad greco-estadounidense

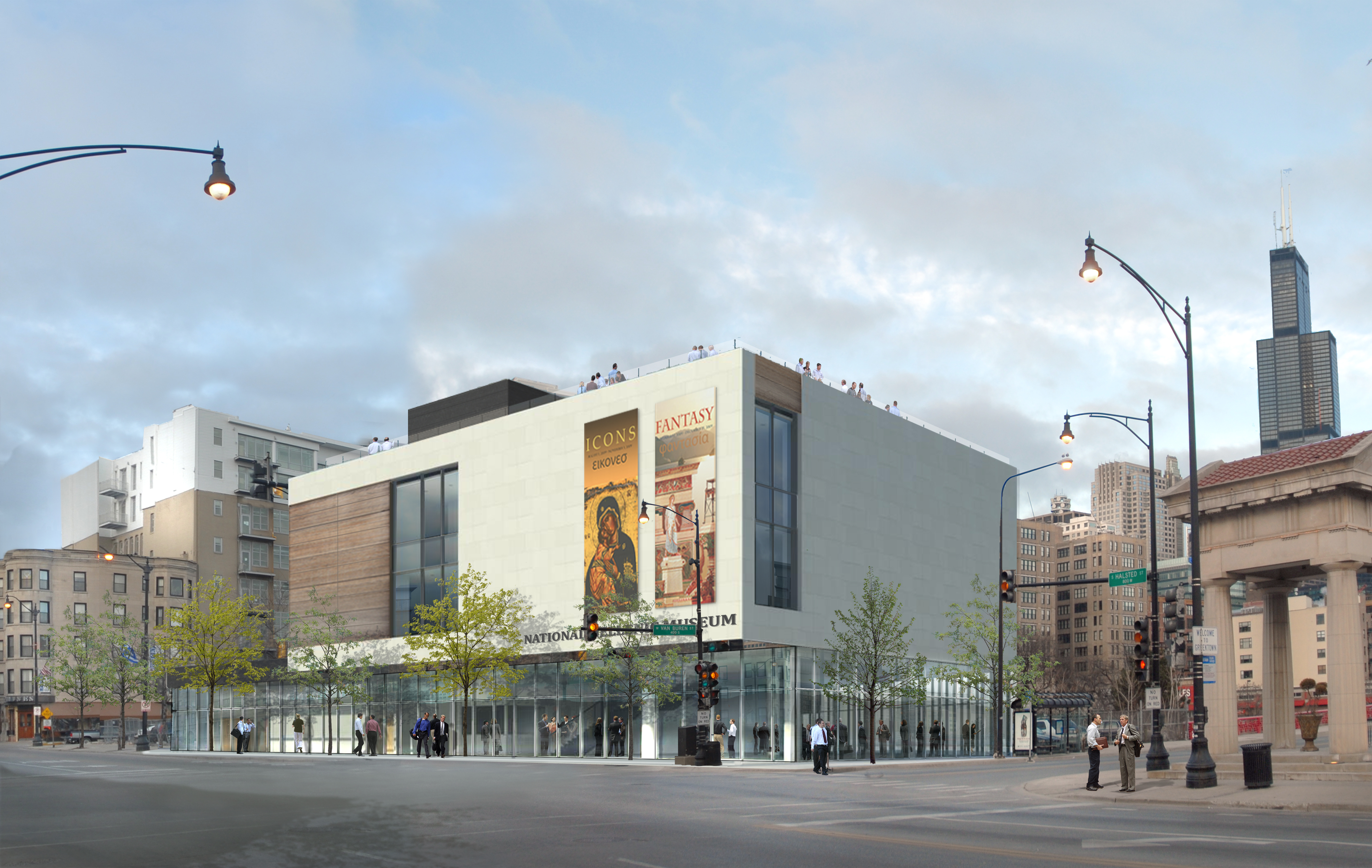
El nuevo Museo Helénico Nacional, Chicago.

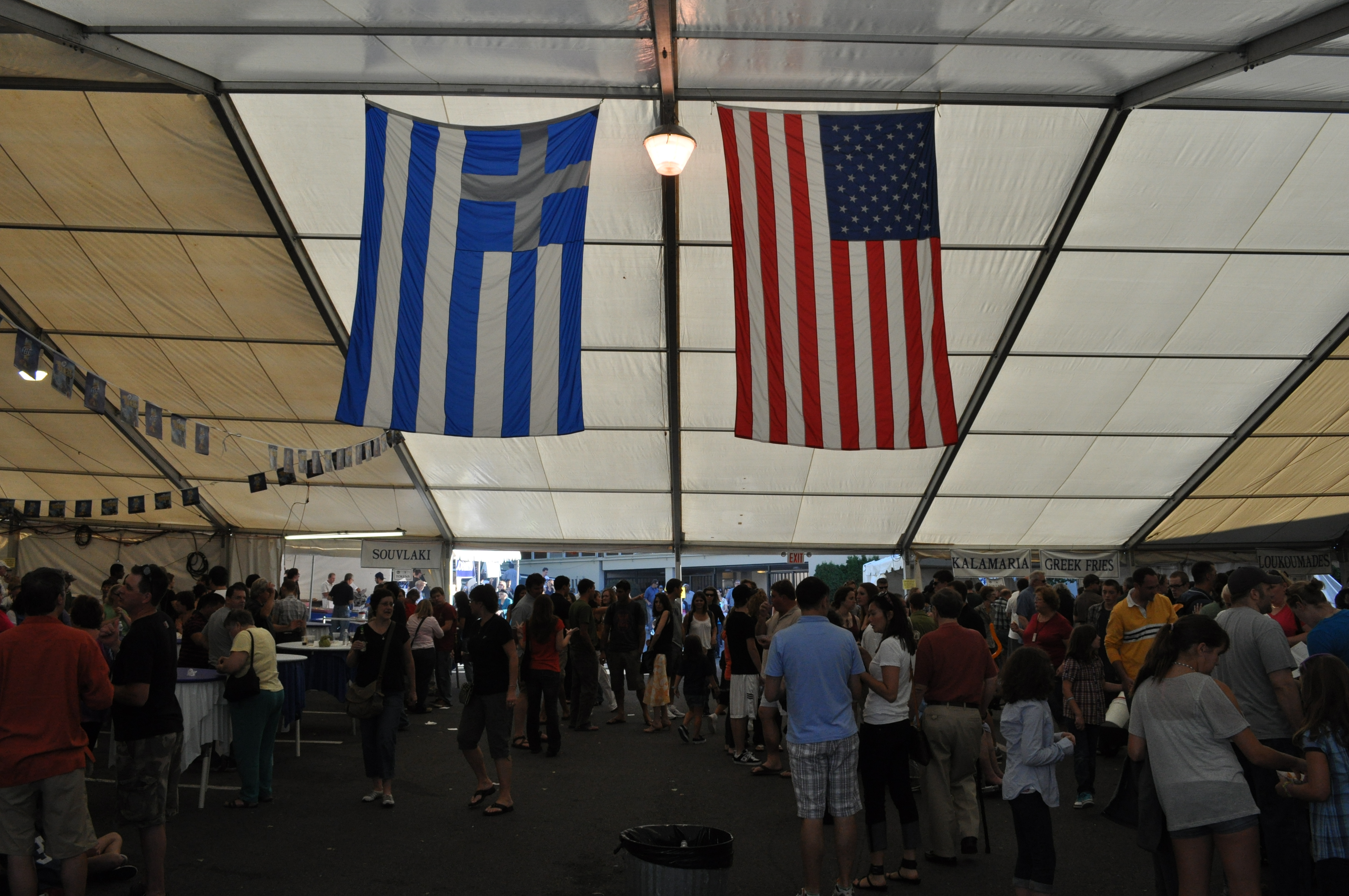
Festival griego en la iglesia ortodoxa de San Demetrio en Seattle.

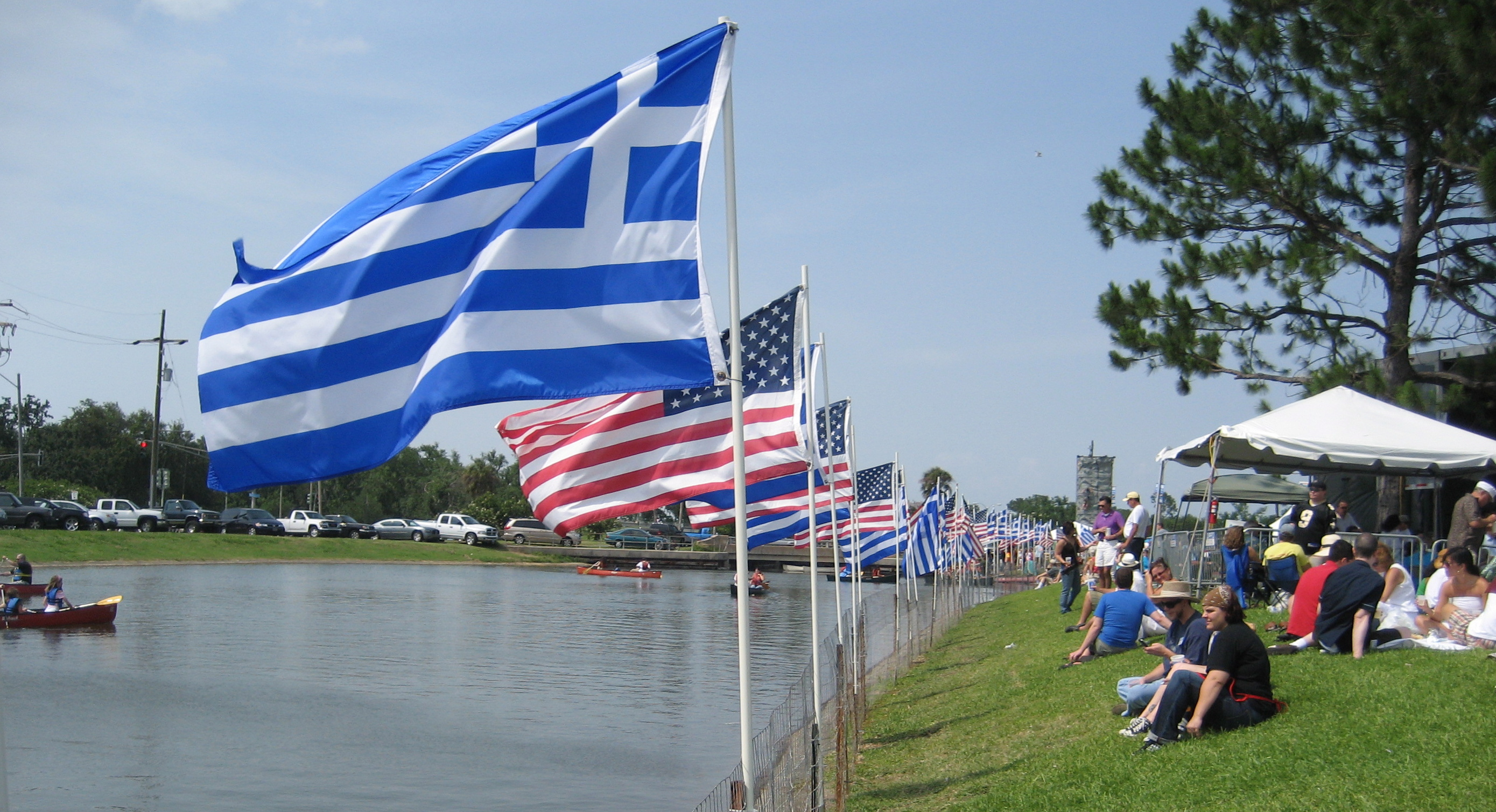
Festival griego en Nueva Orleans.

Los primeros inmigrantes griegos se remontan a la década de 1760, aunque la primera comunidad griega significativa no se estableció hasta la década de 1850 en Nueva Orleans. El primer consulado griego y la Iglesia ortodoxa griega en los Estados Unidos también se fundaron en Nueva Orleans. La inmigración de griegos a los EE. UU. Llegó a su punto máximo en 1945 después del daño de las Guerras Mundiales y la guerra civil griega dejó su economía en ruinas. Después de la admisión de Grecia en la UE en 1981, la inmigración de griegos a los Estados Unidos disminuyó considerablemente. A partir de 1999 había 72.000 greco-estadounidenses que habían emigrado a Grecia, pero ahora ese número podría ser mínimo debido a la actual crisis económica en la Unión Europea y Grecia.
El censo de Estados Unidos del año 2000 mostró 1.153.295 griegos que viven en los Estados Unidos. Alrededor de 3 millones de estadounidenses son de ascendencia griega. Los greco-americanos son una comunidad establecida y bien organizada en los Estados Unidos (varios políticos notables, incluido el exvicepresidente Spiro Agnew, y los senadores Olympia Snowe, Paul Sarbanes y Paul Tsongas son de ascendencia griega, así como candidato presidencial de 1988 y exgobernador de Massachusetts Michael Dukakis, y ayudan a cultivar lazos políticos y culturales con Grecia. Hay varios grupos de defensa política fundados por griegos-estadounidenses que buscan concienciar sobre los problemas públicos y económicos que ocurren en Grecia. El American Hellenic Council ha estado en servicio desde 1974. La Federación de Sociedades Helénicas del Gran Nueva York ha estado en servicio por más tiempo, desde 1938, y también busca fortalecer la comunidad greco-estadounidense en Nueva York al ser una voz para el pueblo griego.

### Lobby griego en los Estados Unidos
Un grupo de abogados greco-americanos, lobby griego, firmas de relaciones públicas están trabajando bajo el Instituto Helénico Americano para promover los intereses nacionales de Grecia en el Congreso de los EE. UU. en cooperación con otros lobbies nacionales importantes como el  lobby israelí y, en menor medida, el lobby armenio.

## Visitas
| Guest                                          | Host                                    | Place of visit                     | Date of visit              |
| ---------------------------------------------- | --------------------------------------- | ---------------------------------- | -------------------------- |
| Presidente Dwight D. Eisenhower                | Primer ministro Konstantínos Karamanlís | Maximos Mansion, Atenas            | 14–15 de diciembre de 1959 |
| Presidente George H. W. Bush                   | Primer ministro Konstantinos Mitsotakis | Maximos Mansion, Atenas            | 18–20 de julio de 1991     |
| Presidente Bill Clinton                        | Primer ministro Costas Simitis          | Maximos Mansion, Atenas            | 19–20 de noviembre de 1999 |
| Primer ministro Costas Simitis                 | Presidente George W. Bush               | White House, Washington D. C.      | enero de 2002              |
| Primer ministro Kóstas Karamanlís              | Presidente George W. Bush               | Nueva York                         | 18–23 de mayo de 2004      |
| Secretario de Estado Condoleezza Rice          | Ministro de Exteriores Dora Bakoyannis  | Maximos Mansion, Atenas            | abril de 2006              |
| Primer ministro George Papandreou              | Presidente Barack Obama                 | White House, Washington D. C.      | marzo de 2010              |
| Vicepresidente de los Estados Unidos Joe Biden | Primer ministro Antonis Samaras         | Maximos Mansion, Atenas            | junio de 2011              |
| Secretario del Tesoro Jack Lew                 | Ministro de Finanzas Yannis Stournaras  | Atenas                             | junio de 2013              |
| Primer ministro Antonis Samaras                | Presidente Barack Obama                 | White House, Washington D. C.      | agosto de 2013             |
| Ministro de Exteriores Evangelos Venizelos     | Secretario de Estado John Kerry         | State Department, Washington D. C. | agosto de 2013             |
| Primer ministro Alexis Tsipras                 | Presidente Barack Obama                 | Nueva York                         | septiembre de 2015         |
| Secretario de Estado John Kerry                | Ministro de Exteriore Nikos Kotzias     | Atenas                             | diciembre de 2015          |
| Secretario del Tesoro Jack Lew                 | Ministro de Finanzas Euclid Tsakalotos  | Atenas                             | julio de 2016              |
| Presidente Barack Obama                        | Primer ministro Alexis Tsipras          | Maximos Mansion, Atenas            | noviembre 15–16, 2016      |
| Primer ministro Alexis Tsipras                 | Presidente Donald Trump                 | White House, Washington D. C.      | 17 de octubre de 2017      |

## Lecturas externas
- Amen, Michael Mark. American Foreign Policy in Greece 1944/1949 (P. Lang, 1978)
- Couloumbis, Theodore A. Greek political reaction to American and NATO influences (Yale University Press, 1966)
- Couloumbis, Theodore A., and John O. Iatrides, eds. Greek-American relations: a critical review (Pella Publishing Company, 1980)
- Harris Jr, William D. "Instilling Aggressiveness: US Advisors and Greek Combat Leadership in the Greek Civil War, 1947-1949." Thesis, Army Command And General Staff College (Fort Leavenworth Kansas, 2012). online (enlace roto disponible en Internet Archive; véase el historial, la primera versión y la última).
- Miller, James Edward. The United States and the Making of Modern Greece: History and Power, 1950-1974 (2009) online
- Nalmpantis, Kyriakos. "Time on the Mountain: The Office of Strategic Services in Axis-Occupied Greece, 1943-1944" PhD dissertation Kent State University, 2010. online
- Repousis, Angelo.  Greek-American Relations from Monroe to Truman.  (Kent State University Press, 2013), a scholarly survey since the 1820s
- Stathakis, George. "US Economic Policies in Post Civil War Greece, 1949-1953: Stabilization and Monetary Reform." Journal of European Economic History (1995) 24#2 pp: 375-404.
- Zervakis, Peter A. "The Role of the 'Justice For Greece Committee' for the American Involvement in Greece after World War II," Balkan Studies (1997) 38#1 pp 159–196
- Zervakis, Peter A. "The Greek Diaspora in the United States and American Involvement in Greece after World War II," Modern Greek Studies Yearbook (1998), Vol. 14, pp 213–240.